# 1000-km-Rennen von Fuji 1999

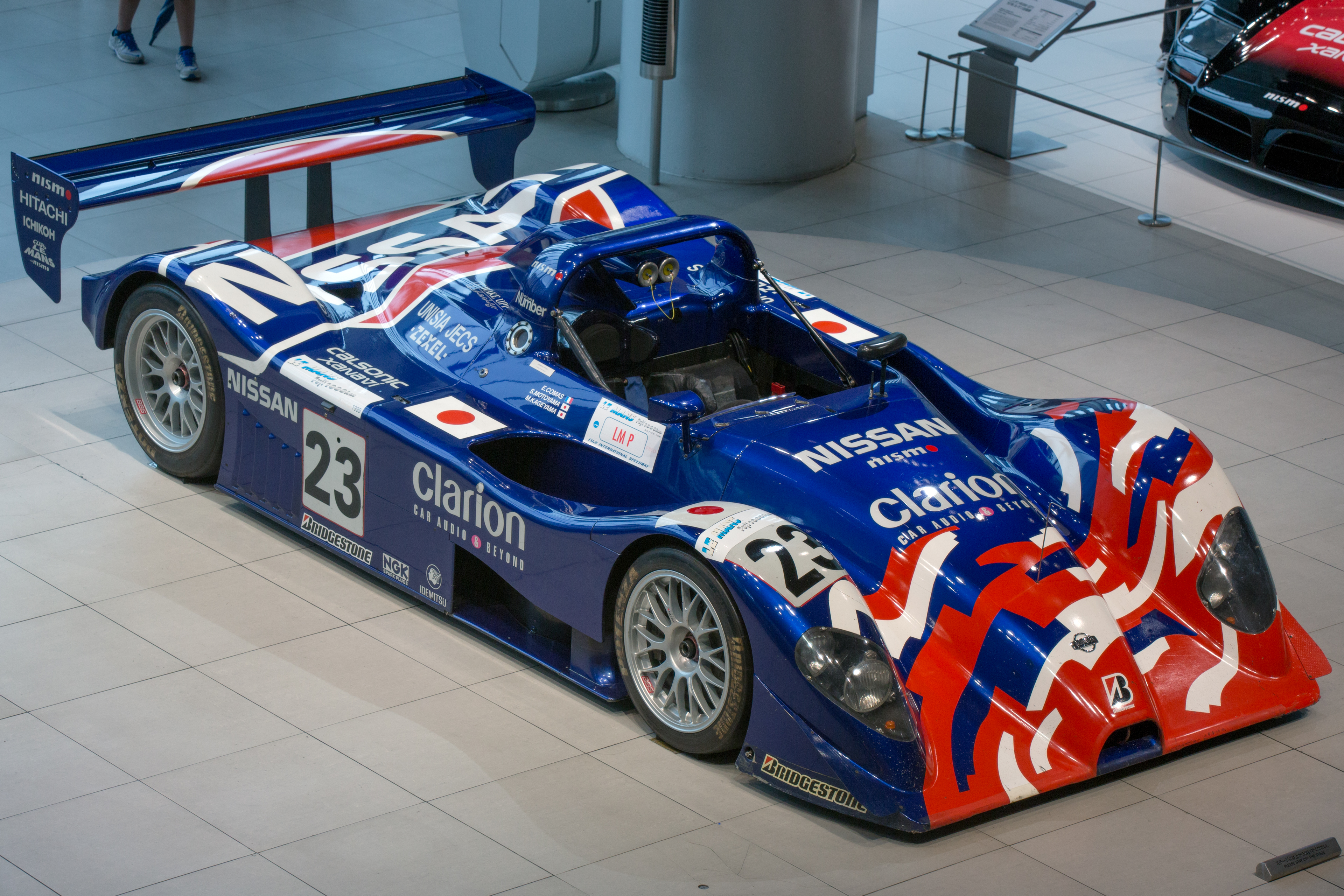
Nissan R391, Siegerwagen von Érik Comas, Satoshi Motoyama und Masami Kageyama

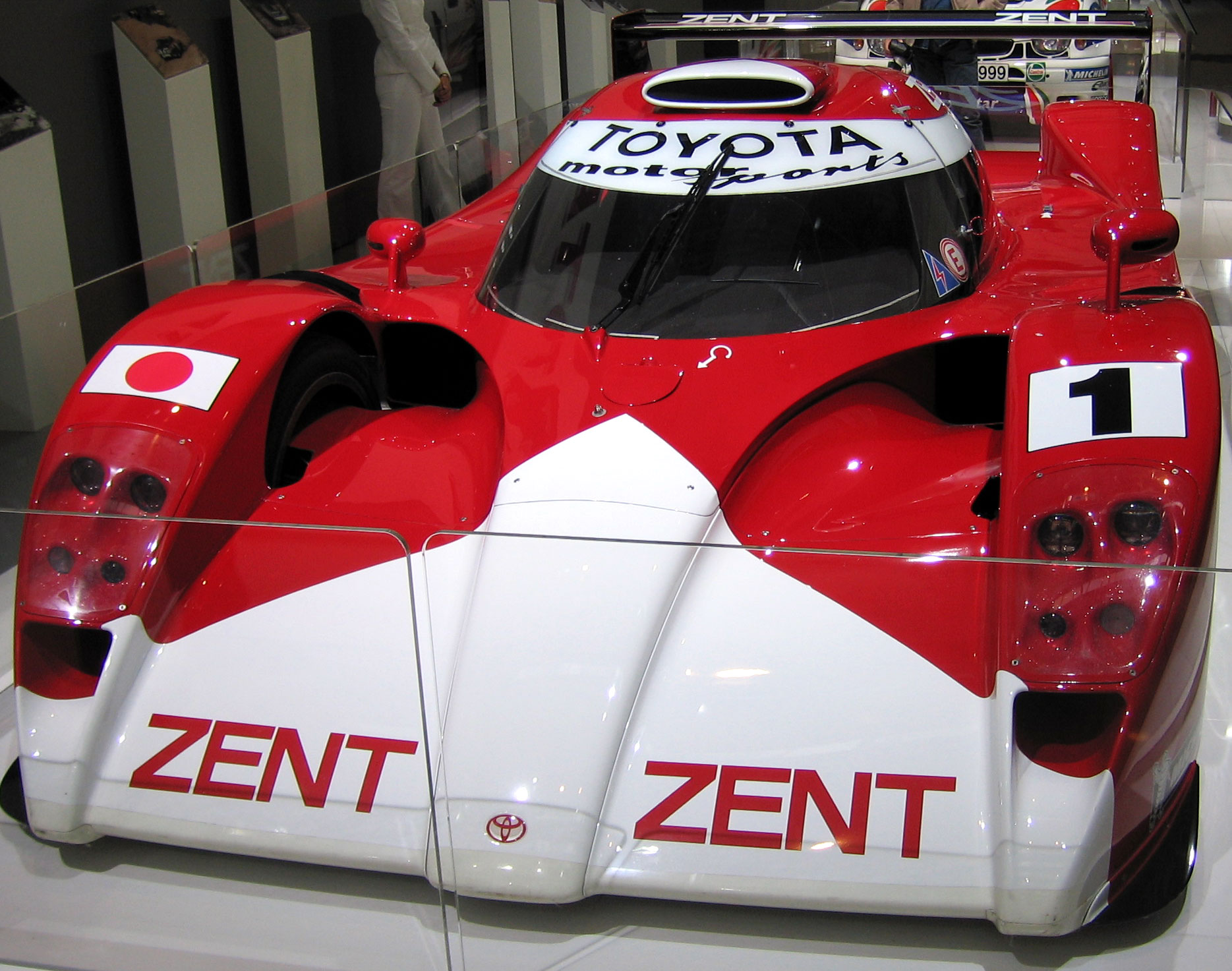
Beim 1000-km-Rennen gab es den letzten Renneinsatz des Toyota GT-One

Das 1000-km-Rennen von Fuji 1999, auch Le Mans Fuji 1000 Kilometres, Fuji Speedway, fand am 7. September dieses Jahres auf dem Fuji Speedway statt. Das Rennen zählte zu keiner Rennserie.

## Das Rennen
In den 1990er-Jahren zählten japanische Automobilhersteller über ihre Motorsportabteilungen zu den regelmäßigen Startern beim 24-Stunden-Rennen von Le Mans. Nach dem Erfolg von Mazda mit dem 787B und den Fahrern Volker Weidler, Johnny Herbert und Bertrand Gachot 1991 kamen in den folgenden Jahren Nissan und Toyota nach Le Mans. 
Das 1000-km-Rennen von Fuji galt als Testlauf für eine mögliche Sportwagen-Rennserie in Japan und Asien. Ende 1998 hatte der US-amerikanische Unternehmer und Rennorganisator Don Panoz die American Le Mans Series ins Leben gerufen, die 1999 ihre erste Saison hatte. Auch das Petit Le Mans 1998 wurde als Testrennen für eine neue Serie veranstaltet, hatte eine große Anzahl an Teilnehmern und wurde als Erfolg gewertet. Das 1000-km-Rennen von Fuji wurde in enger Abstimmung mit dem Automobile Club de l’Ouest, dem Veranstalter der 24-Stunden-Rennens von Le Mans, organisiert. Neben Rennklassen aus der japanischen Super GT waren Fahrzeuge der Le-Mans-Rennklassen LMP, LMGTP, GTS und GT startberechtigt. Die jeweiligen Klassensieger des ACO sollten eine automatische Einladung für das 24-Stunden-Rennen von Le Mans 2000 erhalten. Die Meldungen für das Rennen blieben jedoch weit hinter den Erwartungen der Veranstalter zurück. BMW zeigte erste Interesse am Rennen, die von Schnitzer Motorsport betreuten V12 LMR kamen aber nicht nach Asien. Sowohl Nissan als auch Toyota stellte Ende des Jahres die Sportwagenaktivitäten ein. Das war der Hauptgrund, dass sich nach dem 1000-km-Rennen keine Rennserie etablierte, da nunmehr ein japanischer Hersteller für die LMP-Klassen fehlte. Erst 2006 gab es mit der Japan Le Mans Challenge eine Sportwagenserie auf Basis des ACO-Reglements in Japan.
Nissan Motorsports International meldete einen R391 für Érik Comas, Satoshi Motoyama und Masami Kageyama. Der ehemalige Ligier- und Larrousse-Formel-1-Pilot Comas war der dominierende Super-GT-Pilot der letzten beiden Jahre und bereits einige Male Rennpartner von Motoyama und Kageyama. Den letzten Renneinsatz des Toyota GT-One, in der Meldeliste als Toyota TS020, bestritten Ukyō Katayama, Toshio Suzuki und Keiichi Tsuchiya. Das japanische Trio hatte beim 24-Stunden-Rennen von Le Mans hinter Joachim Winkelhock, Pierluigi Martini und Yannick Dalmas im BMW V12 LMR den zweiten Gesamtrang erreicht und lieferte sich mit der Nissan-Mannschaft einen langen Zweikampf um den Gesamtsieg. Entscheiden wurde dieser vor allem durch die schnelleren Boxenstopps bei Nissan, wo man mit dem offenen Spyder wesentlich weniger Zeit bei den Fahrerwechseln verlor als bei Toyota mit dem geschlossenen GT-One. Im Ziel hatte das Nissan-Team eine Runde Vorsprung auf den GT-One. Gesamtdritter wurde der BMW V12 LM des Teams Goh. Der Wagen mit der Fahrgestellnummer 002/98 war der ehemalige Einsatzwagen von Martini, Winkelhock und Johnny Cecotto in Le Mans 1998.

## Ergebnisse

### Schlussklassement
| 1               | LMP     | 23 | NISMO                                  | Érik Comas Satoshi Motoyama Masami Kageyama            | Nissan R391             | 228 |
| 2               | LMGTP   | 1  | Toyota Motorsports                     | Ukyō Katayama Toshio Suzuki Keiichi Tsuchiya           | Toyota TS020            | 227 |
| 3               | LMP     | 61 | Team Goh Dome                          | Hiroki Katō Juichi Wakisaka                            | BMW V12 LM              | 222 |
| 4               | N-GT500 | 35 | Matsumotokiyoshi Team Tom's            | Pierre-Henri Raphanel Shinichi Yamaji Takeshi Tsuchiya | Toyota Supra JZA80      | 211 |
| 5               | N-GT500 | 6  | Team Le Mans                           | Hideki Noda Wayne Gardner                              | Toyota Supra JZA80      | 209 |
| 6               | N-GT500 | 32 | cdma One Toyota Team Cerumo With Key's | Takayuki Kinoshita Masahiko Kondō Hironori Takeuchi    | Toyota Supra JZA80      | 208 |
| 7               | LMGTS   | 60 | Team Goh Chemberlain Engineering       | Seiji Ara Hideki Okada                                 | Chrysler Viper GTS-R    | 203 |
| 8               | N-GT500 | 11 | Endless Sports                         | Takao Wada Mitsuhiro Kinoshita Yasushi Kikuchi         | Nissan Skyline GT-R     | 200 |
| 9               | LMGTS   | 16 | Freisinger Motorsport                  | Yukihiro Hane Ernst Palmberger                         | Porsche 911 GT2         | 198 |
| 10              | LMGT    | 81 | Team Taisan Advan                      | Hideshi Matsuda Dominik Schwager                       | Porsche 996 GT3-R       | 197 |
| 11              | LMGTS   | 69 | Proton Competition                     | Gerold Ried Christian Ried Manfred Jurasz              | Porsche 911 GT2         | 185 |
| 12              | LMGTS   | 15 | Freisinger Motorsport                  | Wolfgang Kaufmann Bob Wollek                           | Porsche 911 GT2         | 180 |
| 13              | N-GT300 | 91 | 910 Racing                             | Masamitsu Ishihara Kiichi Takahashi Tomohiko Sunako    | Porsche 993 Carrera RSR | 178 |
| 14              | LMGT    | 65 | Roock Sport System Japan               | Manabu Orido Takashi Suzuki Tomiko Yoshikawa           | Porsche 993 Carrera RSR | 176 |
| 15              | LMGTS   | 17 | Freisinger Motorsport                  | Katsunori Iketani Hiroyuki Nodi                        | Porsche 911 GT2         | 167 |
| Nicht klassiert |         |    |                                        |                                                        |                         |     |
| 16              | N-GT300 | 70 | Team Gaikokuya                         | Yoshimi Ishibashi Patrick van Schoote Jun Harada       | Porsche 911 GT2         | 157 |
| 17              | LMGT    | 80 | Team Taisan Advan                      | Eiichi Tajima Hiroaki Suga Morio Nitta                 | Porsche 911 Carrera RSR | 155 |
| 18              | N-GT500 | 28 | Tomei Sport                            | Kazuyuki Nishizawa Takuya Kurosawa Peter Dumbreck      | Porsche 993 RSR         | 115 |
| Ausgefallen     |         |    |                                        |                                                        |                         |     |
| 19              | LMP     | 24 | Autoexe Motorsports                    | Yōjirō Terada Franck Fréon Kaichi Satou                | Autoexe LMP99           | 158 |
| 20              | LMGTP   | 21 | Hitotsuyama Racing                     | Akira Iida Yasushi Hitotsuyama Mikio Hitotsuyama       | McLaren F1 GTR          | 147 |
| 21              | LMGTS   | 10 | Ability Motorsports                    | Hidehiko Asou Yasutaka Hinoi Atsushi Yogō              | Porsche 911 GT2         | 74  |
| 22              | LMGTS   | 56 | Chamberlain Motorsport                 | Vincent Vosse Xavier Pompidou                          | Chrysler Viper GTS-R    | 40  |
| 23              | LMGTS   | 64 | Roock Sport System Japan               | Stéphane Ortelli Hisashi Wada                          | Porsche 911 GT2         | 40  |

### Nur in der Meldeliste
Hier finden sich Teams, Fahrer und Fahrzeuge, die ursprünglich für das Rennen gemeldet waren, aber aus den unterschiedlichsten Gründen daran nicht teilnahmen.
| Pos. | Klasse  | Nr. | Team                  | Fahrer | Chassis              |
| ---- | ------- | --- | --------------------- | ------ | -------------------- |
| 24   | LMGTS   |     | Paul Belmondo Racing  |        | Chrysler Viper GTS-R |
| 25   | LMGTS   |     | Roock Sport System    |        | Porsche 911 GT2      |
| 26   | N-GT500 |     | Toyota Team Cerumo    |        | Toyota Supra JZA80   |
| 27   | N-GT500 |     | Toyota Team Tom's     |        | Toyota Supra JZA80   |
| 28   | N-GT300 |     | Okura Rotary Racing   |        | Mazda RX-7           |
| 29   | LMGT    |     | Freisinger Motorsport |        | Porsche 996 Supercup |
| 30   | LMGTS   |     | Seikel Motorsport     |        | Seikel Motorsport    |
| 31   | LMGTS   |     | Paul Belmondo Racing  |        | Chrysler Viper GTS-R |
| 32   | LMP     |     | Pescarolo Promotion   |        | Ferrari 333SP        |
| 33   | LMP     |     | BMW Motorsport        |        | BMW V12 LMR          |
| 34   | LMGTS   |     | Seikel Motorsport     |        | Porsche 911 GT2      |

### Klassensieger
| Klasse  | Fahrer                | Fahrer           | Fahrer           | Fahrzeug                | Platzierung im Gesamtklassement |
| ------- | --------------------- | ---------------- | ---------------- | ----------------------- | ------------------------------- |
| LMP     | Éric Comas            | Satoshi Motoyama | Masami Kageyama  | Nissan R391             | Gesamtsieg                      |
| LMGTP   | Ukyō Katayama         | Toshio Suzuki    | Keiichi Tsuchiya | Toyota TS020            | Rang 2                          |
| LMGTS   | Seiji Ara             | Hideki Okada     |                  | Chrysler Viper GTS-R    | Rang 7                          |
| LMGT    | Hideshi Matsuda       | Dominik Schwager |                  | Porsche 996 GT3-R       | Rang 10                         |
| N-GT500 | Pierre-Henri Raphanel | Shinichi Yamaji  | Takeshi Tsuchiya | Toyota Supra JZA80      | Rang 4                          |
| N-GT300 | Masamitsu Ishihara    | Kiichi Takahashi | Tomohiko Sunako  | Porsche 993 Carrera RSR | Rang 13                         |

### Renndaten
- Gemeldet: 34
- Gestartet: 23
- Gewertet: 15
- Rennklassen: 6
- Zuschauer: 32600
- Wetter am Renntag: kalt und trocken
- Streckenlänge: 4,400 km
- Fahrzeit des Siegerteams: 5:32:56,125 Stunden
- Gesamtrunden des Siegerteams: 228
- Gesamtdistanz des Siegerteams: 1003,200 km
- Siegerschnitt: 180,792 km/h
- Pole Position: Ukyō Katayama – Toyota TS020 (#1) – 1:16,349 = 207,468 km/h
- Schnellste Rennrunde: Ukyō Katayama – Toyota TS020 (#1) – 1:18,806 = 201,000 km/h
- Rennserie: Zählte zu keiner Rennserie